# Audiosurf
Audiosurf es un videojuego musical en el que el jugador recorre unas pistas de varios carriles recogiendo bloques de colores que aparecen al ritmo de la música. Se publicó el 15 de febrero de 2008 a través de la plataforma Steam y fue el primer juego en incorporar la tecnología Steamworks , incluyendo logros. El juego incluye la banda sonora de la compilación The Orange Box en formato mp3.

## Jugabilidad
En Audiosurf el jugador controla un vehículo que levita similar a los que aparecen en Wipeout o F-Zero. Esta nave recorre una especie de montaña rusa dividida en varios carriles, normalmente tres principales y dos auxiliares, en los que se van coleccionando bloques. El vehículo se puede controlar con el ratón, las flechas del teclado, el teclado numérico o con un mando. El juego también soporta la característica de vibración del mando de Xbox360.
La meta del juego es llegar hasta el final de la fase con la mayor cantidad de puntos posibles. Para puntuar hay que ir cogiendo bloques y también reunir conjuntos de bloques del mismo color de 3 o más, y depende del modo en que juguemos también tendremos que evitar bloques grises o negros. Completando ciertos criterios se pueden conseguir más puntos al final de la fase entre ellos acabar la fase sin tener ningún bloque, hacer un conjunto de bloques de cierto tamaño o coleccionar todos los bloques de cierto color. En cada canción podemos conseguir medallas de bronce, plata u oro en cada nivel de dificultad. Las puntuaciones son guardadas en línea individualmente por cada canción y luego podemos comparar nuestras puntuaciones con las de todos los jugadores, gente de tu país o tus amigos de Steam.
El juego permite jugar con cualquier canción en formato mp3, ogg, wav, CD o M4a de la colección del usuario.

## Personajes
El jugador puede escoger entre 14 personajes diferentes para jugar. Los personajes se dividen en tres dificultades diferentes: Casual(fácil), Pro(normal) y Elite(difícil). Cada uno ofrece unas variaciones en la jugabilidad diferentes y tiene un icono diferente, el cual es visible en la lista de puntuaciones.
Mono se centra en coger todos los bloques de colores y evitar los grises. Mono Pro tiene las habilidades de saltar y de recoger bloques de todos los carriles a la vez y pierde los carriles auxiliares. Ninja Mono puede recoger bloques de todos los carriles a la vez y de quitar bloques grises que haya cogido a cambio de puntos y también pierde los carriles auxiliares.
Pointman puede coger bloques para soltarlos más tarde. Pointman Pro es igual pero más difícil. Pointman Elite además puede coger varios bloques.
Double Vision tiene cuatro pistas en lugar de tres y dos naves en lugar de una, la nave de la izquierda se ocupa de los dos carriles de la izquierda y se controla con el teclado mientras que la nave de la derecha se ocupa de los dos carriles de la derecha y se controla con el ratón. Double Vision Pro y Double Vision Elite son igual pero más difíciles.
Vegas puede barajar los bloques moviéndose al carril auxiliar durante unos segundos. 
Eraser puede borrar bloques de un color específico de los que hallamos. Eraser Elite es igual pero más difícil.
Pusher puede dirigir bloques de una carril al carril adyacente de la derecha o la izquierda. Pusher Elite es igual pero más difícil.
Con la excepción de Mono, todos los personajes usan tres colores de bloques en Fácil, cuatro en Normal y cinco en Difícil.

## Entornos
Audiosurf sincroniza el entorno, los patrones del tráfico y el escenario con el eventos de la canción actual. Cada archivo de música que jugamos por primera vez es analizado por el motor del juego y se crea un archivo ASH, que contiene las dinámicas del sonido y como se organiza la pista y los bloques, se asocia a la canción y se guarda. Esto ayuda a que cuando juguemos la misma canción se cargue mucho más rápido. Por ejemplo si un jugador elige una canción muy tranquila y suave la pista ira cuesta arriba, lentamente, con poco tráfico y con colores fríos como azul o violeta. Sin embargo si la canción es muy intensa y fuerte la pista ira cuesta abajo, muy rápido, con mucho tráfico y con colores cálidos como amarillo y rojo.

## Recepción

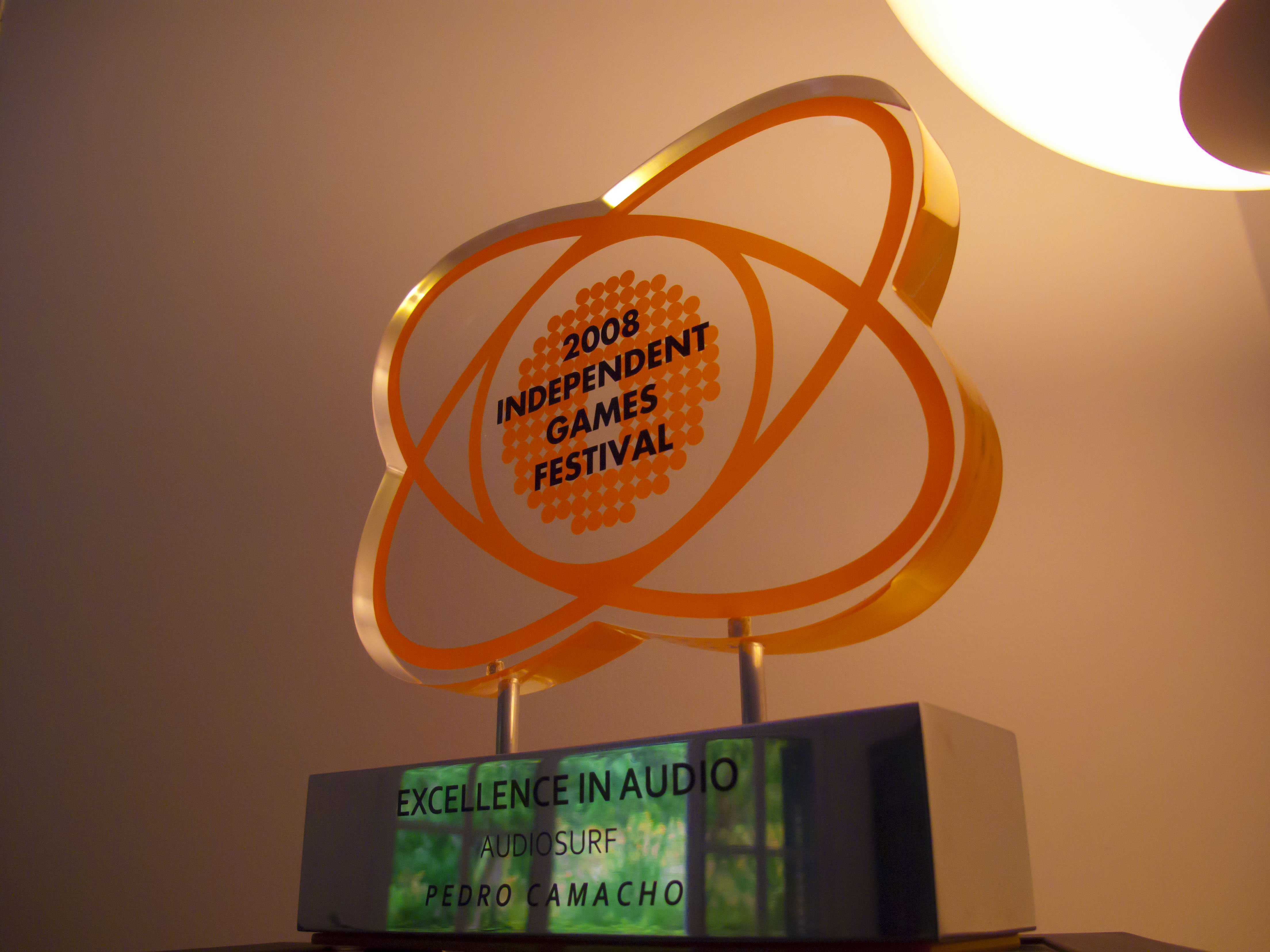
Premio IGF 2008 por "Excelencia en Audio", ganado por Pedro Macedo Camacho por su trabajo en Audiosurf.

El juego ganó al premio a la "Excelencia en Audio" y el "Premio de la Audiencia" en el Independent Games Festival de 2008.
Su nota media en Metacritic es de 85.